# Lepturichthys dolichopterus
Lepturichthys dolichopterus is een straalvinnige vissensoort uit de familie van de steenkruipers (Balitoridae). De wetenschappelijke naam van de soort is voor het eerst geldig gepubliceerd in 1985 door Dai.